# Стахівська Юлія Леонідівна
Стахівська Юлія Леонідівна (нар. 3 грудня 1985, Житомир) — українська поетеса, ілюстраторка, журналістка.

## Життєпис
Народилася 1985 року в Житомирі. Закінчила Житомирську державну художню школу за спеціальністю «Станковий живопис», навчалась у Віктора Шкуринського та Віталія Кулика. Була учасницею літературного об'єднання «Оксія». Навчалася в Національному університеті «Острозька академія» та в Національному університеті «Києво-Могилянська академія». Мешкає в Києві.
Авторка поетичних книжок «Зав'язь думок» (Житомир, 2003), «Червоні Чоловічки» (Київ: «Смолоскип», 2009), «Verde» (Київ: Смолоскип, 2015). Поетичні, прозові, художньо-публіцистичні та журналістські твори друкувалися в антологіях «Червоне і чорне: 100 українських поеток ХХ сторіччя», «Дві тонни», «Сновиди», «Соломонова червона зірка» та ін., часописах «Кур'єр Кривбасу», «Березіль», «ШО», «Знак», «Український тиждень», «День», «Друг читача», «ЛітАкцент», «Критика» тощо. Серед закордонних публікацій можна відзначити: в польських часописах «Respublica», «RADAR», в антології «Жіночий портрет в оберненій перспективі: 12 поеток із Чехії, Словенії та України», у російському журналі поезії «Воздух», у чеському журналі світової літератури «PLAV», в італійській поетичній антології «Made in Ukraine» та ін. Була співавторкою радіопрограми «Слова і речі» (радіо «Культура»). Перекладала вірші польського поета Чеслава Мілоша для проекту «Підказаний Мілош». Ініціаторка і співупорядниця антології Українська авангардна поезія (1910 – 1930-ті роки).
Поезія Стахівської належить до найбільш метафоричних зразків літератури «двотисячників». Переважно це верлібри, насичені багатозначними символами, культурними алюзіями, естетизацією речовинності.
Юлія Стахівська проілюструвала такі книжки: «Таткові нотатки» Андрія Хадановича, «Казка старого мельника» Сергія Ухачевського, «Молдавські казки». Створює авторські листівки та принти.
Лауреатка літературних премій видавництва «Смолоскип» і «Молоде вино». Стипендіатка Міжнародного дому письменника та перекладача у Вентспілсі (Латвія, 2010). Учасниця багатьох літературних акцій в Україні та інших країнах. Вірші перекладалися на англійську, італійську, німецьку, польську, російську, чеську мови.
Працювала у сфері проектного менеджменту: артменеджером мережі Книгарень «Є» (2009—2011), програмною координаторкою Чеського центру в Києві при Посольстві Чеської Республіки в Україні (2013—2015).